# 3821 Sonet
3821 Sonet (1985 RC3) là một tiểu hành tinh nằm phía ngoài của vành đai chính được phát hiện ngày 6 tháng 9 năm 1985 bởi H. Debehogne ở Đài thiên văn Nam Âu.